# Roberta Bianconi
Roberta Bianconi (Rapallo, 8 de julho de 1989) é uma jogadora de polo aquático italiana, medalhista olímpica.

## Carreira
Bianconi fez parte da equipe que conquistou a medalha de prata pela Itália nos Jogos do Rio de Janeiro, em 2016.